# Janvier 1893

## Événements
- 10 janvier : 
  - France : ouverture du procès des administrateurs du "Scandale de Panamá" (fin le 9 février).
  - France : chute du premier cabinet Ribot après la démission du ministre des finances Maurice Rouvier (13 décembre 1892).

- 13 janvier (Royaume-Uni) : fondation du parti indépendant du travail (Independent Labour Party) par le mineur écossais James Keir Hardie.

- 15 janvier : le khédive d'Égypte ‘Abbas Hilmi II chasse son ministre Mustafa Fahmi Pacha qu’il juge trop lié aux Britanniques et le remplace par Hussein Fahri Pasha.

- 17 janvier : fin de la monarchie à Hawaii. Un coup d’État organisé par un groupe de planteurs américains contre la reine Liliʻuokalani proclame la République.

- 22 janvier, France : manifeste socialiste contre le scandale de Panamá.

## Naissances
- 2 janvier : Félix Sellier, coureur cycliste belge († 16 avril 1965).
- 3 janvier : Pierre Drieu la Rochelle, écrivain français.
- 5 janvier : André Baugé, baryton et acteur de cinéma français.
- 9 janvier : Gavira (Enrique Cano Iribarne), matador espagnol († 3 juillet 1927).
- 11 janvier : Florentino Ballesteros, matador espagnol († 24 avril 1917).
- 12 janvier :
  - Hermann Göring, aviateur et homme politique allemand, officier du régime nazi († 15 octobre 1946).
  - Victor Lenaers, coureur cycliste belge († 12 novembre 1968).
- 30 janvier : Pierre Tresso (Pietro Tresso, dit Blasco), homme politique italien, militant communiste, trotskiste († 27 octobre 1943).

## Décès
- 17 janvier : Rutherford B. Hayes, président des États-Unis.
- 23 janvier : Joseph-Alfred Foulon, cardinal français, archevêque de Lyon (° 29 avril 1823).